# Parafia Trójcy Przenajświętszej w Budrach
Parafia Trójcy Przenajświętszej w Budrach – rzymskokatolicka parafia leżąca w dekanacie Węgorzewo należącym do diecezji ełckiej. Erygowana w 1962. Mieści się przy ulicy Konopnickiej.